# 6 april
6 april is de 96ste dag van het jaar (97ste in een schrikkeljaar) in de gregoriaanse kalender. Hierna volgen nog 269 dagen tot het einde van het jaar.

## Gebeurtenissen
- Algemeen
  - 1580 - Een aardbeving in het Nauw van Calais (6,0 op de schaal van Richter) zorgt voor veel schade in Frankrijk en Engeland, maar ook in het huidige België. In Oudenaarde vallen verscheidene doden en gewonden door vallend puin.
  - 1667 - Te midden van een crisis in de Middellandse Zeehandel maakte een rampzalige aardbeving op 6 april een einde aan de bloeiperiode van de Republiek Ragusa (Dubrovnik). De aardbeving verwoestte vele gebouwen, er waren 3000 doden in het gebied en ook de regerende rector kwam om.
  - 1963 - De NV Nederlandse Gasunie wordt opgericht.
  - 1987 - In de Barentszzee vliegt de Russische atoomonderzeeër Komsomolets in brand en zinkt.
  - 2005 - In de Amsterdam ArenA houdt Nederland de grootste rampenoefening ooit.
  - 2009 - Bij een aardbeving in de omgeving van L'Aquila in de Italiaanse regio Abruzzen vallen meer dan 275 doden. Er zijn zeker 1500 gewonden. De beving met een kracht van 6,3 op de schaal van Richter beschadigt duizenden gebouwen.
  - 2012 - Een F/A-18 Hornet-jachtbommenwerper van de Amerikaanse marine stort op een appartementencomplex nabij Virginia Beach in de staat Virginia. Er vallen vijf gewonden waaronder de twee piloten die zich met hun schietstoel hebben gered.
  - 2020 - De 99-jarige Britse veteraan Tom Moore begint tijdens de COVID-19-pandemie, door in zijn tuin achter de rollator rondjes te lopen, een inzamelingsactie voor NHS Charities Together, die uiteindelijk bijna £ 33 miljoen opbrengt.

- Criminaliteit en veiligheid
  - 1988 - De politie arresteert Ferdi Elsas, de moordenaar van Ahold-topman Gerrit Jan Heijn, en vindt op zijn aanwijzingen het stoffelijk overschot van Heijn in de bossen bij Renkum.
  - 1990 - In het Rijksmuseum Amsterdam spuit een 31-jarige geesteszieke inwoner van Den Haag zwavelzuur op Rembrandts beroemde schilderij De Nachtwacht.
  - 2005 - In de Zoetermeerse gezinsmoord vermoordt een man zijn echtgenote en twee dochters.

- Economie
  - 2021 - D-reizen is failliet verklaard.

- Kunst en cultuur
  - 1999 - In Londen gaat de musical Mamma Mia! in première.
  - 2024 - De Woutertje Pieterse Prijs voor het mooiste kinderboek wordt toegekend aan De jongen die van de wereld hield, geschreven door Tjibbe Veldkamp en met illustraties van Mark Janssen. Volgens de jury is het boek "beeldend als een film" en bevat het "geen woord te veel".[1]

- Muziek
  - 1971 - Platenmaatschappij Rolling Stones Records gaat van start.
  - 1974 - In Brighton (Engeland) wint ABBA het 19e Eurovisiesongfestival, met het liedje Waterloo.

- Oorlog
  - 402 - Slag bij Pollentia: Stilicho verslaat de Visigoten onder leiding van koning Alarik I.
  - 1572 - Alva verliest Vlissingen aan de Watergeuzen.
  - 1672 - Frankrijk verklaart de oorlog aan de Republiek. Zie: rampjaar, Hollandse Oorlog.
  - 1890 - De Fransen nemen Ségou in, en veroveren daarmee het dal van de Niger.
  - 1917 - De Verenigde Staten verklaren Duitsland de oorlog (zie Eerste Wereldoorlog).
  - 1941 - Duitse troepen vallen Joegoslavië en Griekenland binnen.
  - 1945 - Koningsbergen valt in Russische handen en wordt Kaliningrad.
  - 1945 - Op Texel komt een Georgische eenheid in opstand tegen de Duitsers.
  - 1945 - Amerikaanse mariniers komen ondanks massale tegenstand aan land bij Okinawa.
  - 1985 - Er vindt een staatsgreep plaats in Soedan.
  - 1994 - Het vliegtuig van president Juvénal Habyarimana (Rwanda) en president Cyprien Ntaryamira (Burundi) wordt neergeschoten. Belgische para's worden door een woedende menigte, die hen verantwoordelijk acht, vermoord. De daarop volgende Rwandese Genocide van Tutsi's en Hutu's kon wellicht voorkomen worden door de VN blauwhelmen, maar de internationale vredesmacht trekt zich terug. Er komen ruim 800.000 mensen om.
  - 2003 - Amerikaanse troepen in Irak (Golfoorlog (2003)) nemen bij vergissing een groep bestaande uit Koerdische strijdkrachten en Amerikaanse special forces onder vuur.
  - 2014 - Uitbreken van de Oorlog in Donbass nadat pro-Russische rebellen de overheidsgebouwen bezetten

- Politiek
  - 1127 - Brugge krijgt stadsrechten.
  - 1320 - De Schotse onafhankelijkheidsverklaring, de Declaration of Arbroath, wordt door Schotse edelen verstuurd aan paus Johannes XXII.
  - 1577 - Filips II ondertekent de Unie van Brussel.
  - 1652 - Jan van Riebeeck sticht een verversingsstation bij Kaap de Goede Hoop. Dit station groeit uit tot Kaapstad en is het begin van de Europese kolonisatie van Zuid-Afrika.
  - 1782 - Rama I wordt koning van Thailand. Begin van de thans regerende Chakri-dynastie.
  - 1814 - Napoleon, keizer van het Eerste Franse Keizerrijk, doet afstand van de troon.
  - 1924 - De fascisten behalen bij parlementsverkiezingen in Italië de absolute meerderheid.
  - 1981 - Mark Eyskens wordt premier van België.
  - 1992 - De Europese Gemeenschap heft de olie- en de sportboycot tegen Zuid-Afrika op, en staat ook weer wetenschappelijke en culturele contacten toe met het land.
  - 1992 - Amnesty International roept de regering van Togo op ernst te maken met het naleven van de mensenrechten.
  - 2002 - José Manuel Barroso wordt premier van Portugal.
  - 2012 - Rebellen van de MNLA in Mali roepen de onafhankelijkheid uit van de streek Azawad.
  - 2016 - Nederlands referendum over de Associatieovereenkomst tussen de Europese Unie en Oekraïne.

- Recreatie
  - 2007 - In Epcot wordt de attractie Gran Fiesta Tour Starring The Three Caballeros geopend.
  - 2010 - In Walibi Holland wordt de attractie Speed of Sound geopend.

- Religie
  - 1830 - De Kerk van Jezus Christus van de Heiligen der Laatste Dagen, ook Mormonen genoemd, wordt officieel georganiseerd.
  - 1964 - De Pietà van Michelangelo verlaat voor het eerst sinds 1499 de Sint-Pietersbasiliek in Rome om te worden verscheept naar de Wereldtentoonstelling in New York.

- Sport
  - 1896 - In Athene beginnen de eerste moderne Olympische Spelen.
  - 1912 - De Duitse zwemmer Kurt Bretting verbetert in Brussel het wereldrecord op de 100 meter vrije slag tot 1.02,4. Het oude record (1.02,8) stond sinds 15 april 1910 op naam van de Amerikaan Charles Daniels.
  - 1946 - Oprichting van de Noorse omnisportvereniging Drøbak/Frogn IL na een fusie van Drøbak BK (1920) en Frogn IL (1934).
  - 1986 - Adrie van der Poel wint de wielerklassieker de Ronde van Vlaanderen.
  - 2008 - Stijn Devolder wint de Ronde van Vlaanderen.
  - 2024 - De Belgische wielrenster Lotte Kopecky wint de wielerwedstrijd Parijs-Roubaix door in de sprint de Italiaanse Elise Balsamo voor te blijven. De Britse Pfeiffer Georgi finisht als derde en houdt de Nederlandse Marianne Vos net van het erepodium af.[2]

- Wetenschap en technologie

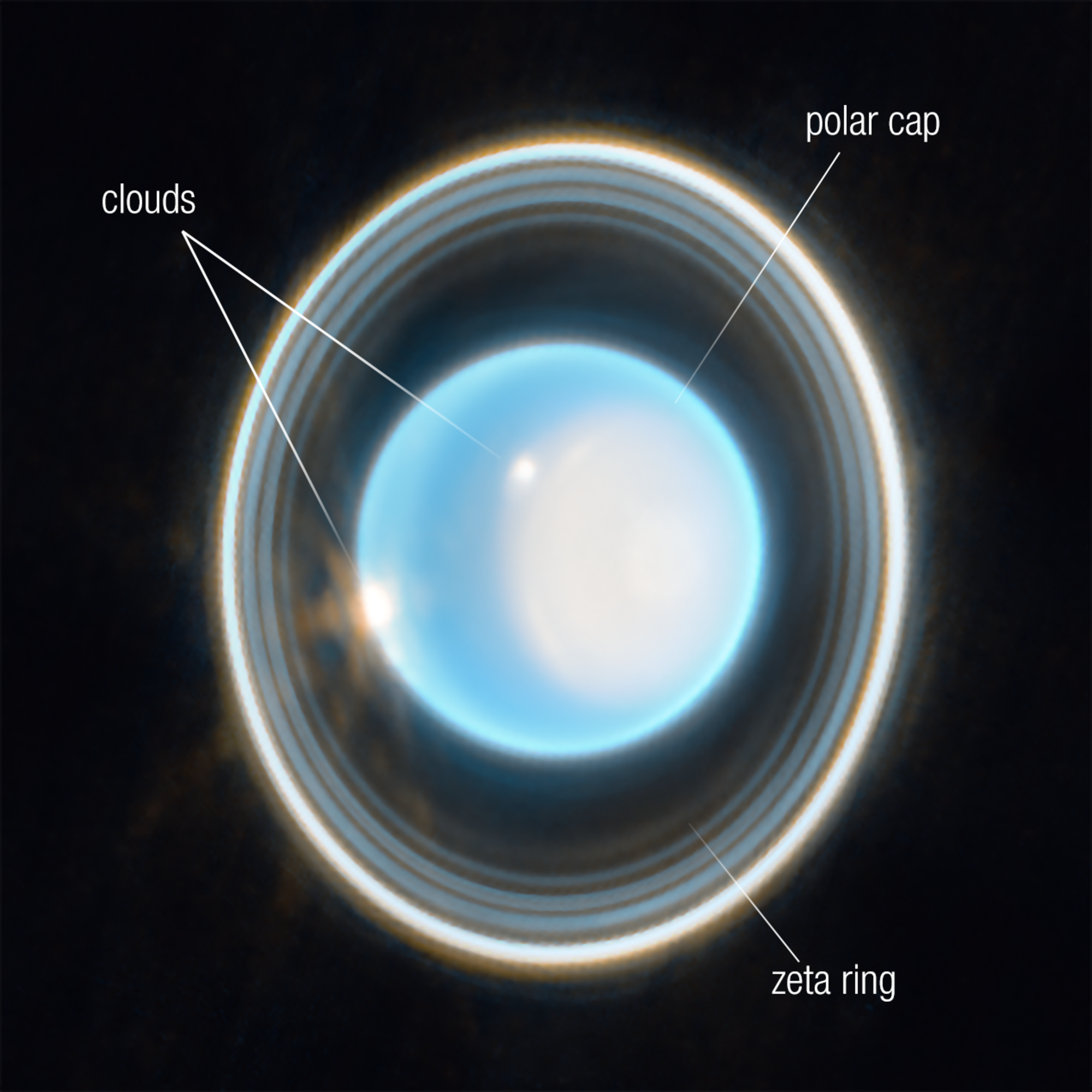
Uranus gefotografeerd door JWST

- - 1869 - Eerste octrooi op een plastic: celluloid.
  - 1909 - De Amerikaanse ontdekkingsreiziger Robert Peary bereikt (vermoedelijk) de Noordpool, samen met Matthew Henson en vier Inuit: Ooqueh, Ootah, Egingwah en Seeglo.
  - 1938 - Ontdekking van teflon door Roy Plunkett.
  - 1973 - Lancering van Pioneer 11, het eerste ruimtevaartuig dat langs Saturnus zal gaan vliegen.[3][4]
  - 2000 - Wetenschappers maken bekend dat het Ulysses ruimtevaartuig, een gezamenlijk project van NASA en ESA, op 1 mei 1996 door de staart van komeet Hyakutake is gevlogen. De gebeurtenis was niet gepland en is volkomen toevallig ontdekt in oude gegevens van de instrumenten van Ulysses.[5]
  - 2010 - General Motors stopt met de productie van de Hummer.
  - 2023 - NASA maakt bekend dat de James Webb Ruimtetelescoop op 6 februari 2023 een foto heeft gemaakt van de planeet Uranus waarop de ringen rond de planeet en heldere details in de atmosfeer van de planeet te zien zijn.[6]

## Geboren

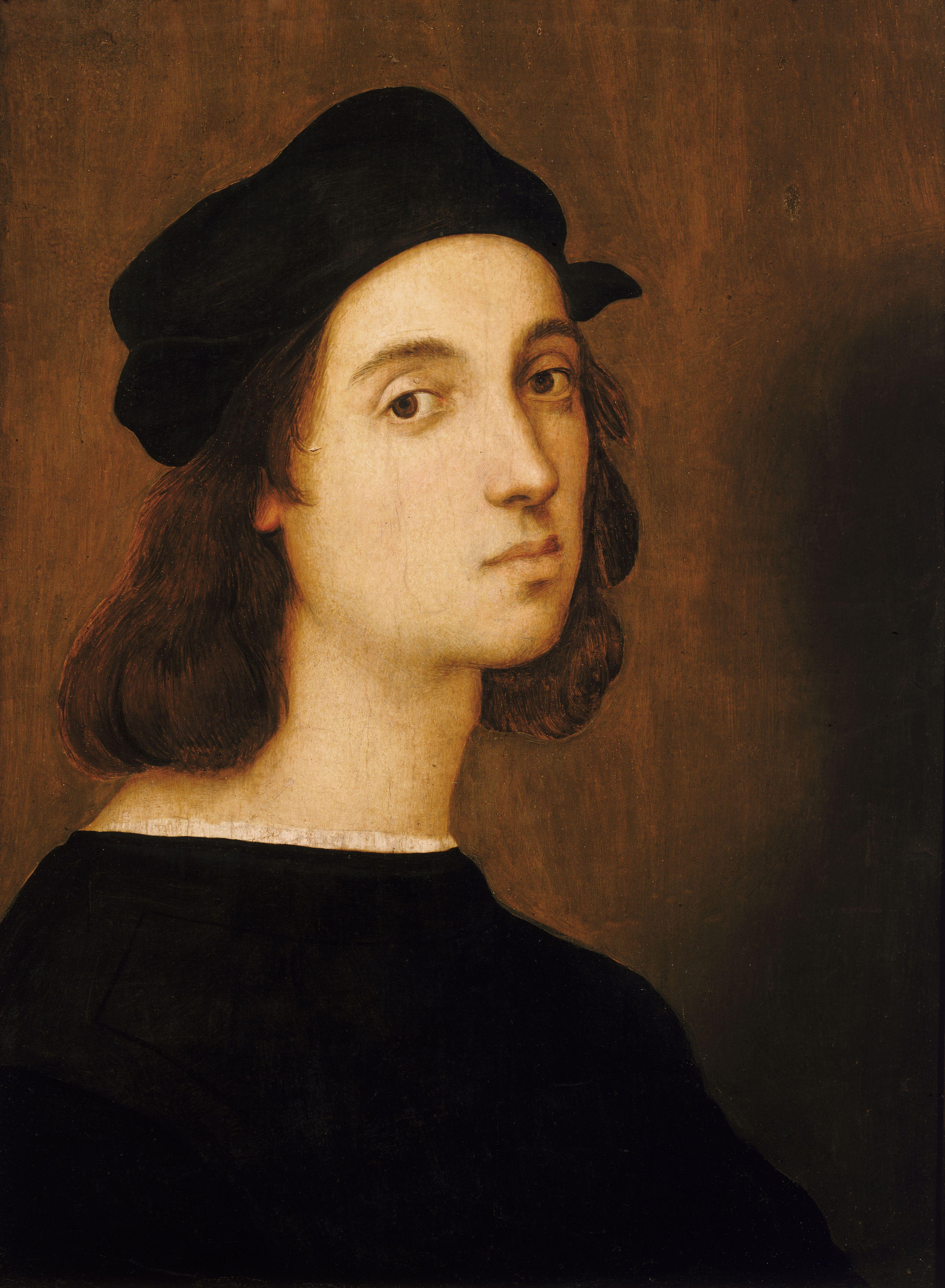
Rafaël Santi,
geboren in 1483

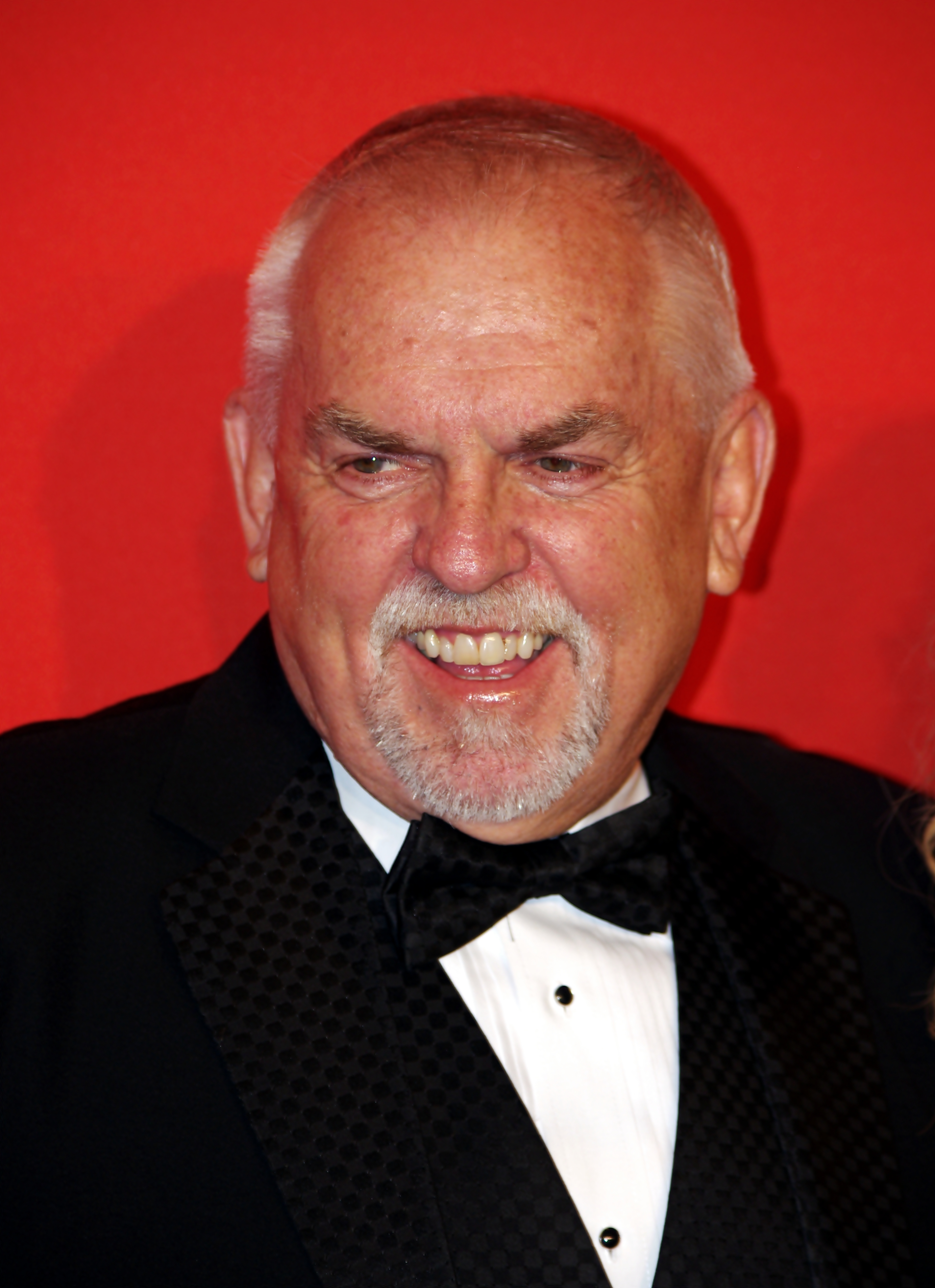
John Ratzenberger
geboren in 1947

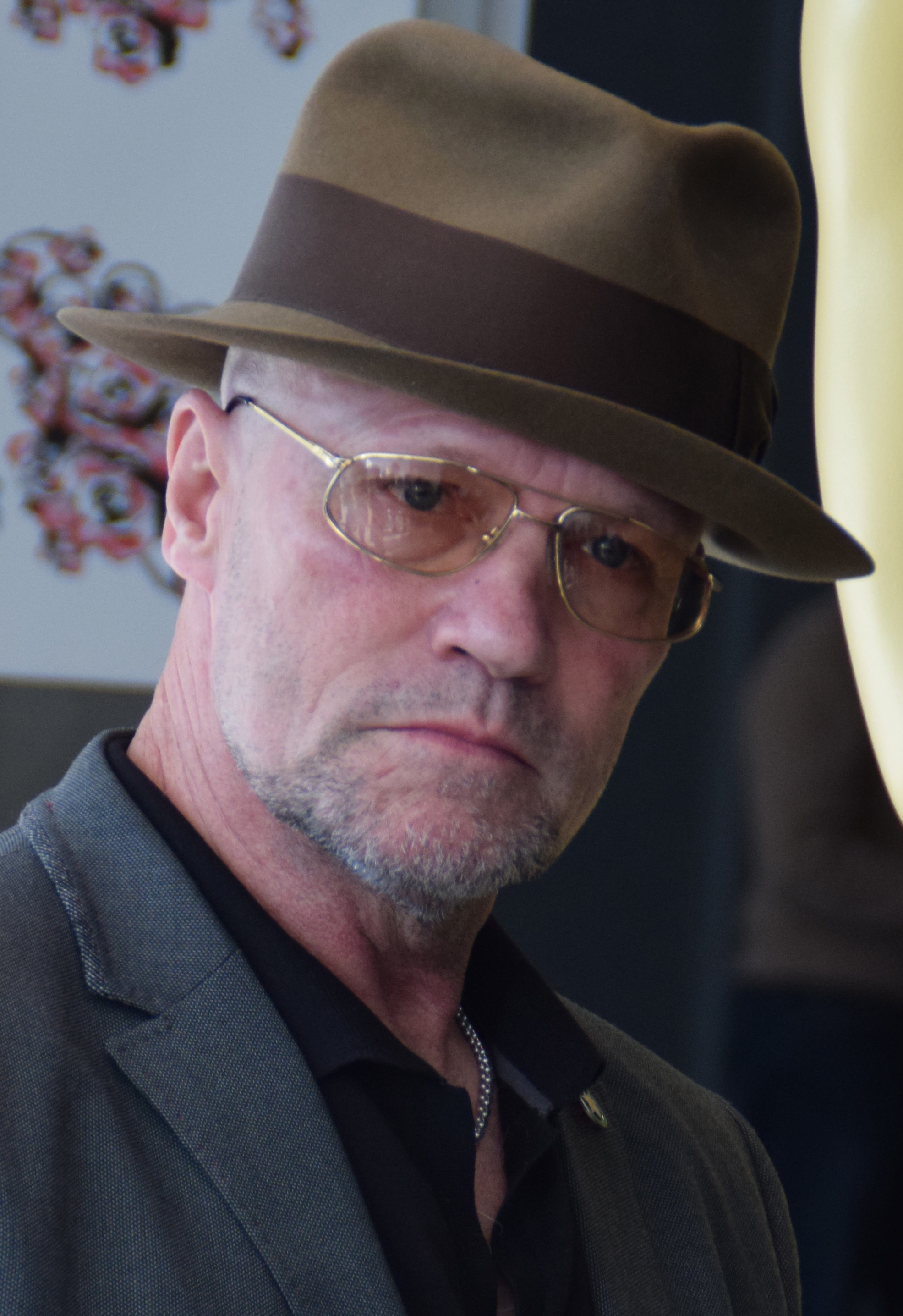
Michael Rooker
geboren in 1955

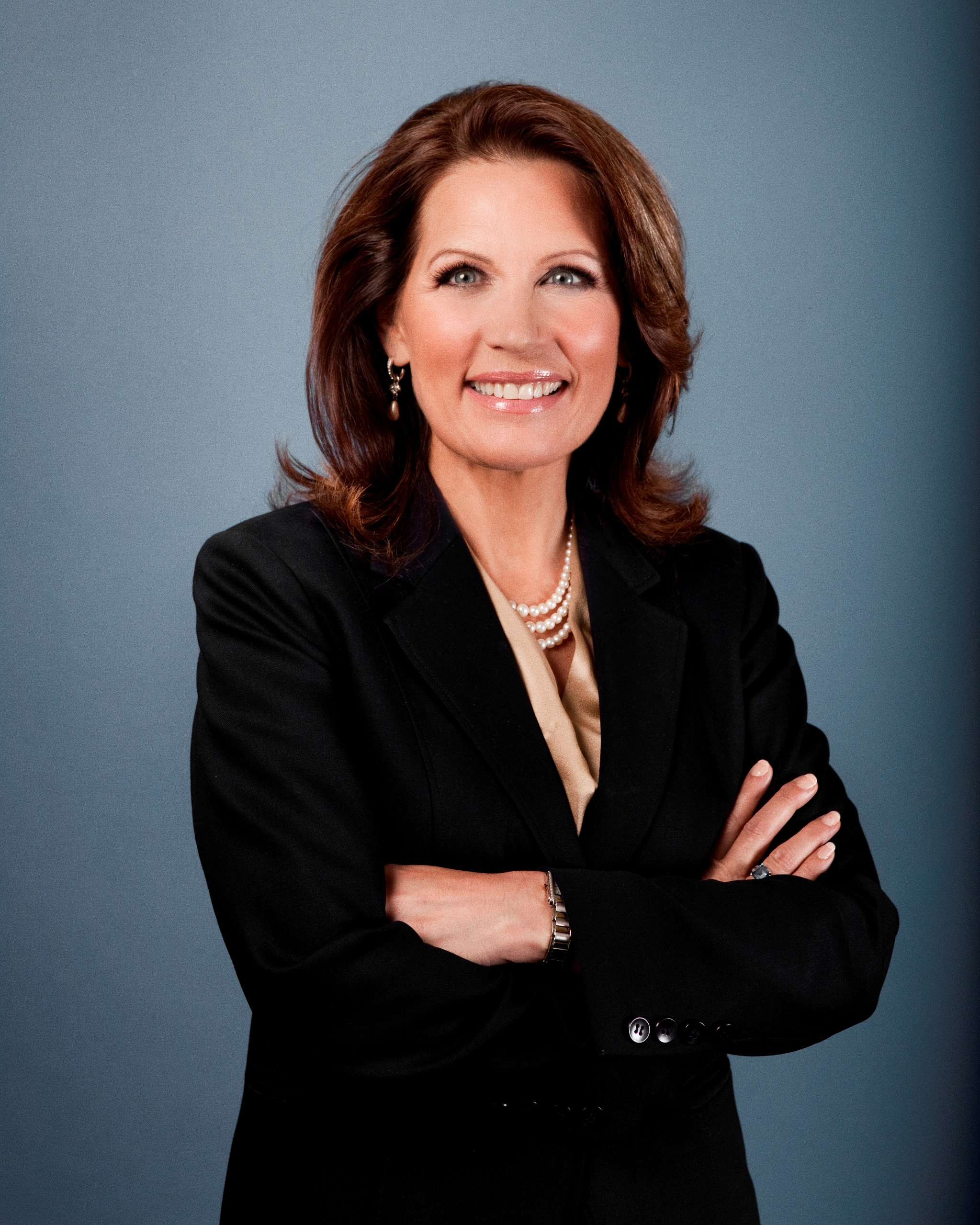
Michele Bachmann
geboren in 1956

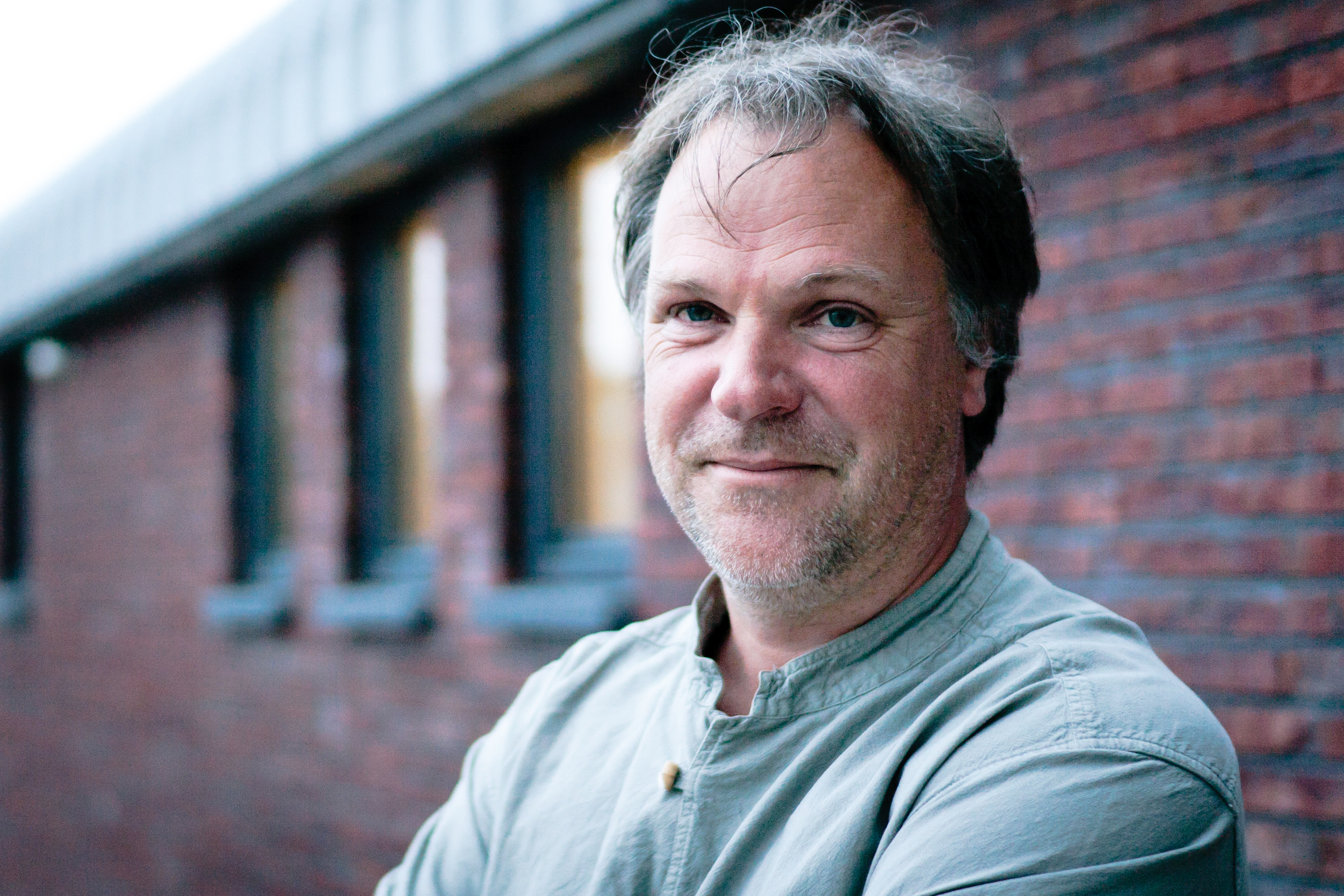
Hans Spekman,
geboren in 1966

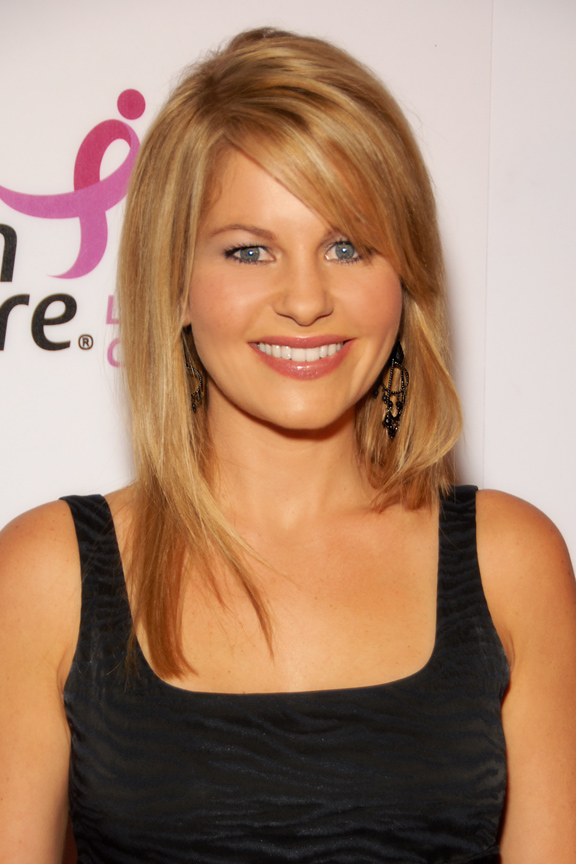
Candace Cameron Bure,
geboren in 1976

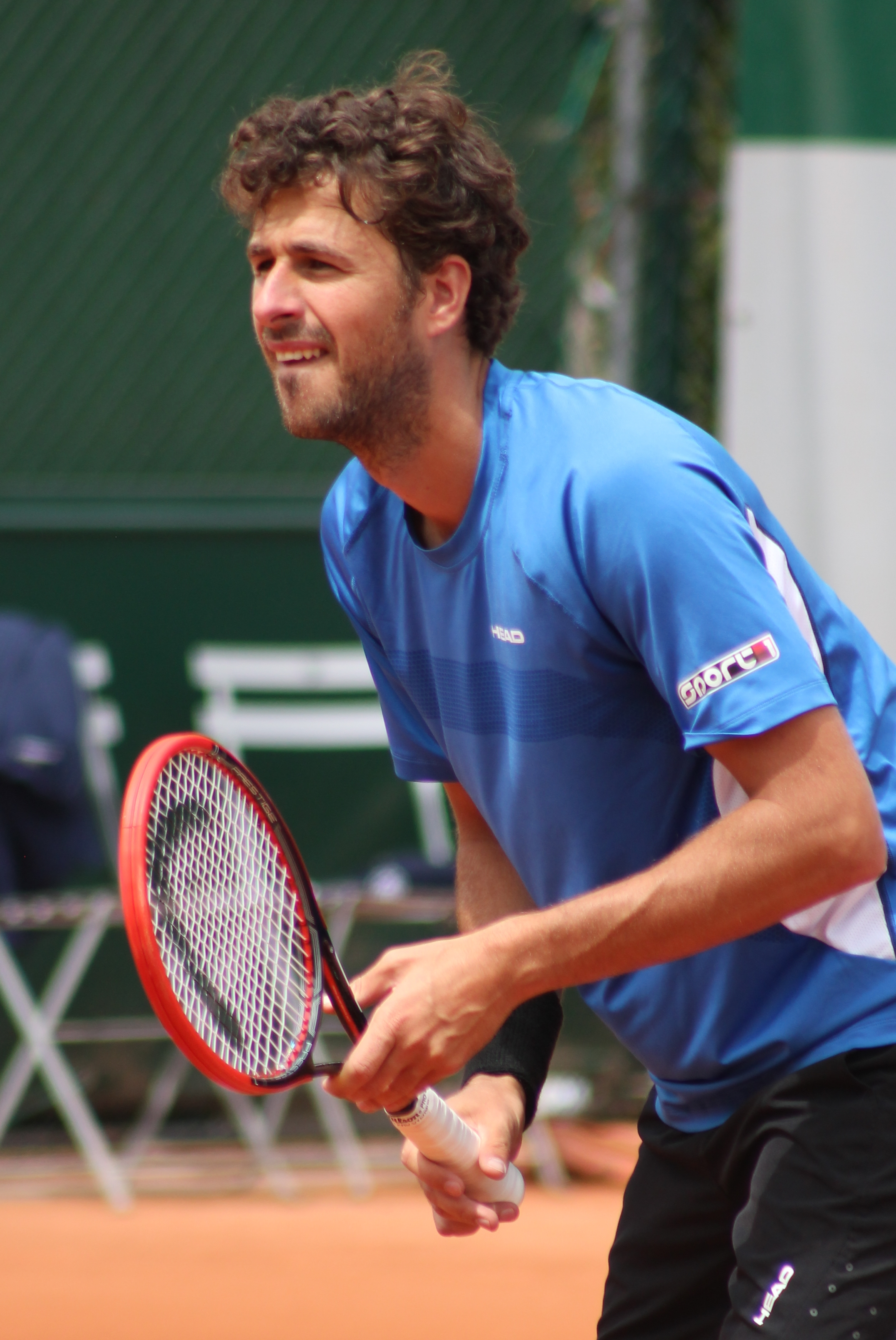
Robin Haase,
geboren in 1987

- 1483 - Rafaël Santi, Italiaans schilder en architect (overleden 1520)
- 1773 - James Mill, Schots econoom, filosoof, theoloog (overleden 1836)
- 1809 - Charles van Beveren, Belgisch kunstschilder (overleden 1850)
- 1812 - Alexander Herzen, Russisch filosoof (overleden 1870)
- 1826 - Gustave Moreau, Frans schilder (overleden 1898)
- 1828 - Cromwell Fleetwood Varley, Engels elektrotechnicus (overleden 1883)
- 1851 - Guillaume Bigourdan, Frans astronoom (overleden 1932)
- 1852 - Emil Jellinek, Oostenrijks-Hongaars consul (overleden 1918)
- 1853 - Cyriel Van den Bussche, Belgisch politicus (overleden 1930)
- 1861 - Francine Charderon, Frans kunstschilder (overleden 1928)
- 1864 - Samuel van den Bergh, Nederlands ondernemer (overleden 1941)
- 1869 - Louis Raemaekers, Nederlands tekenaar (overleden 1956)
- 1878 - Erich Mühsam, Duits auteur (overleden 1934)
- 1889 - Alberto Caeiro, heteroniem van de Portugese schrijver Fernando Pessoa (overleden 1915)
- 1889 - Stella Fontaine, Nederlands cabaretière (overleden 1966)
- 1890 - Anthony Fokker, Nederlands vliegtuigbouwer (overleden 1939)
- 1893 - Robert Noorduyn, Nederlands-Amerikaans vliegtuigbouwer (overleden 1959)
- 1901 - Willem Pelemans, Belgisch componist (overleden 1991)
- 1903 - Harold Eugene Edgerton, Amerikaans professor en uitvinder (overleden 1990)
- 1904 - Kurt Georg Kiesinger, West-Duits bondskanselier (overleden 1988)
- 1905 - Andrée Ruellan, Amerikaans kunstschilder en tekenaar (overleden 2006)
- 1906 - Virginia Hall, Amerikaans spion (overleden 1982)
- 1906 - Alberto Zorrilla, Argentijns zwemmer (overleden 1986)
- 1909 - Stella Agsteribbe, Nederlands gymnaste (overleden 1943)
- 1909 - Hermann Lang, Duits autocoureur (overleden 1987)
- 1910 - Barys Kit, Wit-Russisch-Amerikaans raketwetenschapper (overleden 2018)
- 1911 - Feodor Felix Konrad Lynen, Duits biochemicus en Nobelprijswinnaar (overleden 1979)
- 1912 - Tommy Hinnershitz, Amerikaans autocoureur (overleden 1999)
- 1917 - Leonora Carrington, Brits-Mexicaans kunstenares en schrijfster (overleden 2011)
- 1920 - Jack Cover, Amerikaans natuurkundige (overleden 2009)
- 1920 - Edmond H. Fischer, Zwitsers-Amerikaans biochemicus en Nobelprijswinnaar (overleden 2021)
- 1920 - Meinte Walta, Nederlands kunstschilder (overleden 2002)
- 1923 - Shoshana Netanyahu, Israëlisch advocate en rechter (overleden 2022)
- 1925 - Helga Deen, Nederlands schrijfster (overleden 1943)
- 1926 - Ian Paisley, Noord-Iers politiek leider van de protestanten (overleden 2014)
- 1926 - Randy Weston, Amerikaans jazzpianist en -componist (overleden 2018)
- 1927 - Nancy Riach, Schots zwemster (overleden 1947)
- 1928 - Ruud de Moor, Nederlands hoogleraar (overleden 2001)
- 1928 - James Watson, Amerikaans biochemicus en Nobelprijswinnaar
- 1929 - Liliane Brekelmans-Gronert, Nederlands oprichtster van het Liliane Fonds (overleden 2009)
- 1929 - Frans Cools, Belgisch ingenieur (overleden 2022)
- 1929 - Rachel Hanssens, Belgisch atlete (overleden 2017)
- 1929 - André Previn, Amerikaans dirigent, pianist en componist (overleden 2019)
- 1929 - Christos Sartzetakis, Grieks jurist en staatsman (overleden 2022)
- 1931 - Richard Alpert, Amerikaans spiritueel leraar (overleden 2019)
- 1934 - Anton Geesink, Nederlands judoka (overleden 2010)
- 1934 - Guy Peellaert, Belgisch schilder, tekenaar en fotograaf (overleden 2008)
- 1935 - Luis del Sol, Spaans voetballer (overleden 2021)
- 1936 - Edgardo Storni, Argentijns aartsbisschop (overleden 2012)
- 1936 - Jaroslav Zeman, Tsjechisch dirigent, componist en muziekpedagoog (overleden 2022)
- 1937 - Merle Haggard, Amerikaans muzikant en country-zanger (overleden 2016)
- 1938 - Sebastião Leônidas, Braziliaans voetballer
- 1939 - Cor Veldhoen, Nederlands voetballer (overleden 2005)
- 1940 - Henk Gemser, Nederlands langebaanschaatser en schaatstrainer
- 1940 - Nol de Ruiter, Nederlands voetballer en voetbaltrainer (overleden 2025)
- 1941 - Gheorghe Zamfir, Roemeens panfluitist
- 1941 - Ad Willemen, Nederlands beeldend kunstenaar (overleden 2013)
- 1942 - Cees den Heyer, Nederlands protestants theoloog en hoogleraar (overleden 2021)
- 1942 - Barry Levinson, Amerikaans regisseur, scenarist, acteur en producer
- 1943 - Julie Rogers, Engels zangeres
- 1945 - Muriel Casals, Spaans econome en hoogleraar (overleden 2016)
- 1947 - Oswaldo Piazza, Argentijns voetballer en voetbalcoach
- 1947 - John Ratzenberger, Amerikaans acteur
- 1948 - Jo Leinen, Duits politicus
- 1948 - Charly Rouxel, Frans wielrenner
- 1948 - Winnie Sorgdrager, Nederlands juriste en politica
- 1949 - Patrick Hernandez, Frans zanger
- 1949 - Horst Ludwig Störmer, Duits natuurkundige en Nobelprijswinnaar
- 1951 - Anne Kirk, Schots dartster
- 1951 - Marty van de Tillaar, Nederlands voetballer
- 1952 - Walli (André Van der Elst), Belgisch stripauteur (overleden 2021)
- 1953 - Janet Lynn, Amerikaans kunstschaatsster
- 1954 - Lea Alaerts, Belgisch atlete
- 1954 - Mike Ho Sam Sooi, Surinaams-Nederlands acteur (overleden 2023)
- 1954 - Michael Schrom, Amerikaans autocoureur
- 1955 - Michael Rooker, Amerikaans acteur
- 1956 - Michele Bachmann, Amerikaans politicus
- 1957 - Maurizio Damilano, Italiaans snelwandelaar
- 1959 - Ovidiu Foisor, Roemeens schaker
- 1959 - Pietro Vierchowod, Italiaans voetballer en voetbalcoach
- 1960 - Eric Hoekstra, Fries-Nederlands taalkundige, vertaler, schrijver, dichter, literatuurcriticus en columnist
- 1961 - Mouna Goeman Borgesius, Nederlands actrice
- 1962 - Tomoyasu Asaoka, Japans voetballer (overleden 2021)
- 1962 - Annejet van der Zijl, Nederlands schrijfster en historica
- 1963 - Andrew Weatherall, Brits dj, muziekproducent en remixer (overleden 2020)
- 1964 - Juliet Cuthbert, Jamaicaans atlete
- 1964 - René Eijkelkamp, Nederlands voetballer en voetbaltrainer
- 1964 - Luíz Antônio dos Santos, Braziliaans atleet (overleden 2021)
- 1964 - Geovani Silva, Braziliaans voetballer
- 1964 - Tim Walz, Amerikaans Democratisch politicus; gouverneur van Minnesota
- 1964 - David Woodard, Amerikaans schrijver en dirigent
- 1965 - Frank Black, Amerikaans zanger
- 1965 - Amedeo Carboni, Italiaans voetballer
- 1965 - Rica Reinisch, Oost-Duits zwemster
- 1965 - Lieve Slegers, Belgisch atlete
- 1966 - Hans Spekman, Nederlands politicus
- 1967 - Kenichi Suzuki, Japans atleet
- 1969 - Joël Smets, Belgisch motorcrosser
- 1970 - Deborah Compagnoni, Italiaans alpineskiester
- 1970 - Stefan Schmid, Duits atleet
- 1971 - Martin Hansson, Zweeds voetbalscheidsrechter
- 1971 - Robin Seymour, Iers wielrenner
- 1972 - Ami James, Amerikaans tatoeëerder
- 1972 - Jo Van Daele, Belgisch atleet
- 1973 - Edith van Dijk, Nederlands marathonzwemster
- 1973 - Roemjana Nejkova, Bulgaars roeister
- 1974 - Robert Kovač, Kroatisch voetballer
- 1974 - Joseph Rosa Merszei, Macaus autocoureur
- 1974 - Krasimir Vasiliev, Bulgaars wielrenner
- 1975 - Zach Braff, Amerikaans acteur
- 1976 - Candace Cameron Bure, Amerikaans actrice
- 1977 - Sami Mustonen, Fins freestyleskiër
- 1978 - Daphny van den Brand, Nederlands mountainbikester en veldrijdster
- 1978 - Stijn Meert, Belgisch voetballer
- 1979 - Lord Frederick Windsor, lid van de Britse koninklijke familie
- 1980 - Tanja Poutiainen, Fins alpineskiester
- 1980 - Brooke Pratley, Australisch roeister
- 1981 - Robert Earnshaw, Welsh voetballer
- 1982 - Wim De Decker, Belgisch voetballer
- 1982 - Gregory Franchi, Belgisch autocoureur
- 1982 - Jarkko Kauppinen, Fins biatleet
- 1982 - Miguel Ángel Silvestre, Spaans acteur
- 1983 - Diora Baird, Amerikaans actrice en model
- 1983 - Lander Tijtgat, Belgisch atleet
- 1983 - James Wade, Engels darter
- 1984 - Mads Christensen, Deens wielrenner
- 1984 - Siboniso Gaxa, Zuid-Afrikaans voetballer
- 1985 - Aleksandrs Samoilovs, Lets beachvolleyballer
- 1986 - Isabella Laböck, Duits snowboardster
- 1987 - Robin Haase, Nederlands tennisser
- 1988 - Akwasi, Nederlands rapper, acteur en dichter
- 1989 - Stefano Coletti, Monegaskisch autocoureur
- 1989 - Tom Dillmann, Frans autocoureur
- 1989 - Olivier ter Horst, Nederlands voetballer
- 1989 - Rigard van Klooster, Nederlands schaatser en baanwielrenner
- 1992 - Caza, Nederlands hiphopartiest
- 1992 - Vic9, Nederlands rapper
- 1995 - Antoinette de Jong, Nederlands schaatsster
- 1996 - Federico Caricasulo, Italiaans motorcoureur
- 1998 - Signe Bruun, Deens voetbalster
- 1998 - Fernando Scheffer, Braziliaans zwemmer
- 1999 - Florian Dauphin, Frans wielrenner
- 2001 - Oscar Piastri, Australisch autocoureur
- 2001 - Kira Lewis, Amerikaans basketballer
- 2002 - Jusuf Owega, Duits autocoureur
- 2005 - Isaac Babadi, Nederlands voetballer
- 2005 - Anne Moll, Duits voetbalster

## Overleden

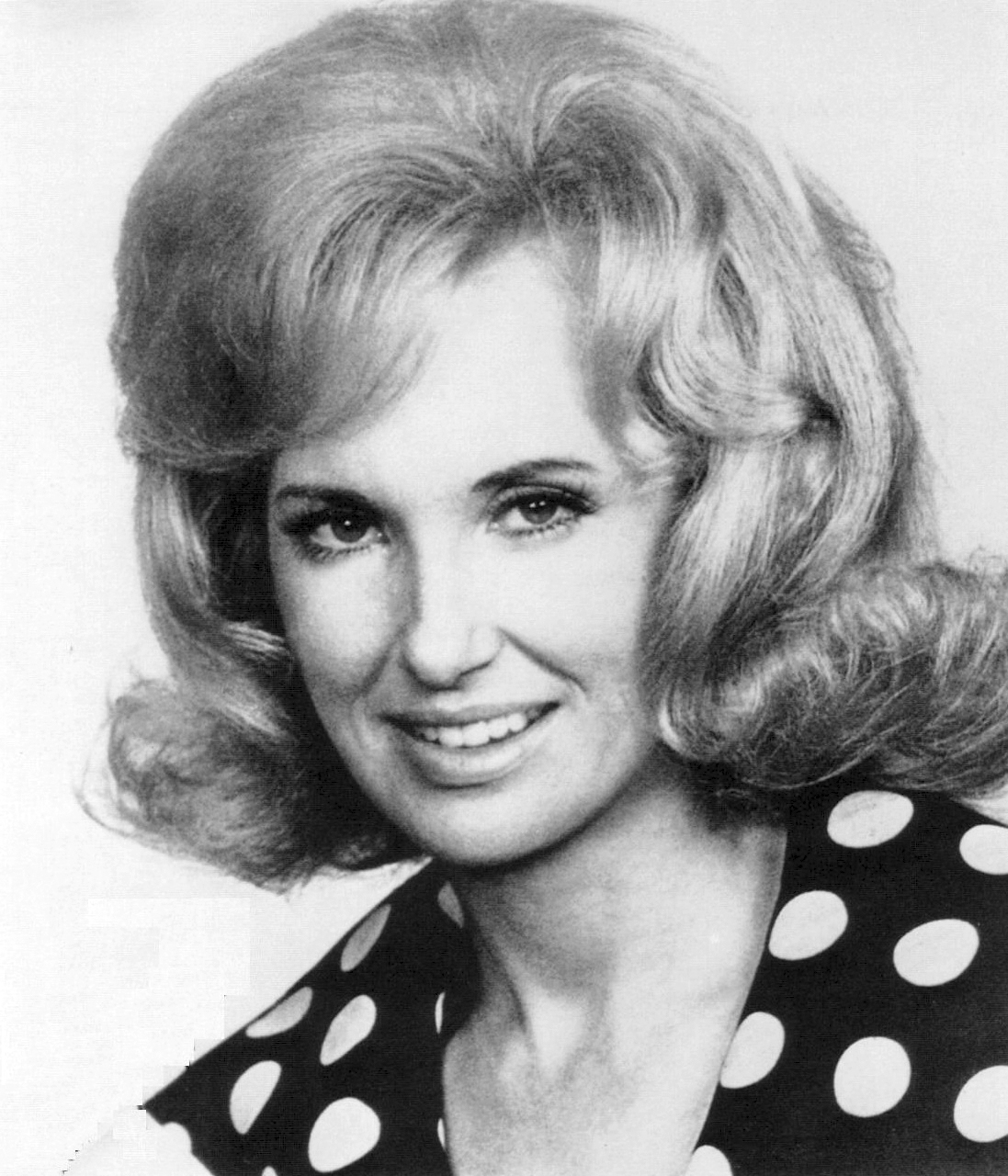
Tammy Wynette,
overleden in 1998

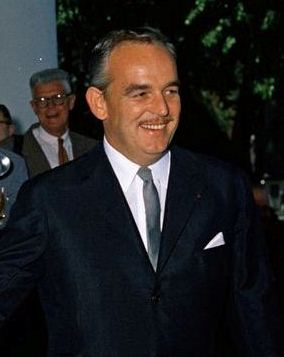
Reinier III van Monaco,
overleden in 2005

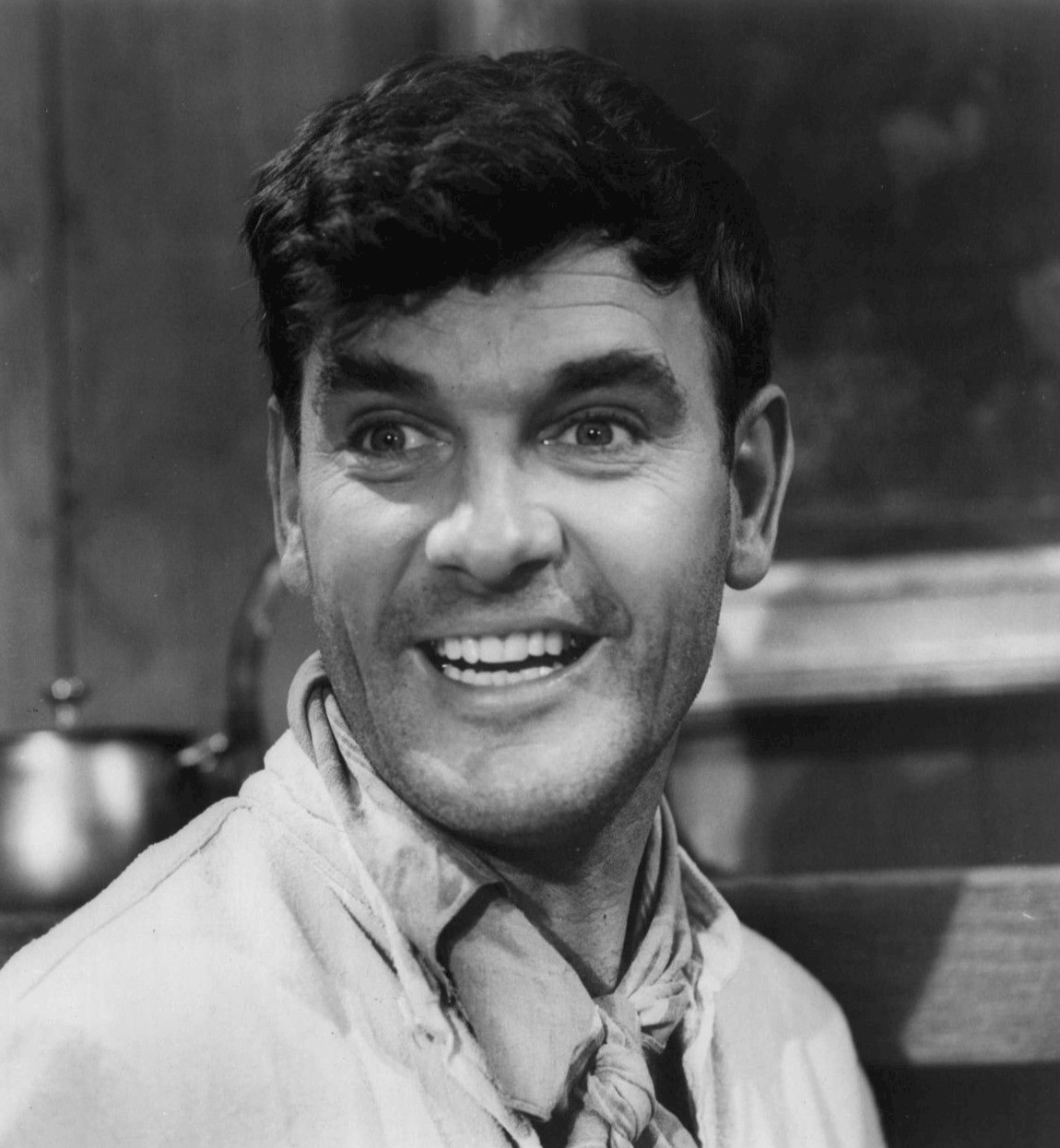
James Best,
overleden in 2015

- 432 - Celestinus I, paus van de Rooms-Katholieke Kerk
- 885 - Methodius (59), Grieks-Byzantijns academicus en aartsbisschop van het Groot-Moravische Rijk
- 1147 - Frederik II van Zwaben (57), hertog van Zwaben
- 1199 - Richard I (41), koning van Engeland
- 1490 - Matthias Corvinus (47), koning van Hongarije
- 1520 - Rafaël (37), Italiaans schilder en architect
- 1528 - Albrecht Dürer (56), Duits schilder, tekenaar en graveur
- 1606 - John Stow, Brits historicus
- 1639 - Maerten van den Velde (35), Nederlands priester en martelaar
- 1829 - Niels Henrik Abel (26), Noors wiskundige
- 1907 - Willem Johan Lucas Grobbée (84), Nederlands politicus
- 1943 - Johan Benders (36), Nederlands verzetsstrijder
- 1949 - Aaltje Noordewier-Reddingius (80), Nederlands klassiek zangeres
- 1956 - Pio Valenzuela (86), Filipijns politicus en revolutionair leider
- 1960 - Louis Marie Rollin Couquerque (90), Nederlands jurist
- 1961 - Jules Bordet (90), Belgisch immunoloog en microbioloog
- 1961 - Adrianus Johannes Dresmé (84), Nederlands beeldhouwer
- 1961 - Knut Lindberg (79), Zweeds atleet
- 1968 - Julio César Benítez (27), Uruguayaans voetballer
- 1971 - Igor Stravinsky (88), Russisch-Frans-Amerikaans componist
- 1972 - Heinrich Lübke (77), West-Duits bondspresident
- 1974 - Willem Dudok (89), Nederlands architect
- 1980 - John Collier (78), Brits schrijver
- 1985 - Terence Sanders (83), Brits roeier
- 1986 - Raimundo Orsi (84), Argentijns-Italiaans voetballer
- 1990 - James MacNabb (88), Brits roeier
- 1990 - Joel de Oliveira Monteiro (85), Braziliaans voetballer
- 1991 - David Lean (83), Engels filmregisseur
- 1992 - Isaac Asimov (72), Amerikaans schrijver en biochemicus
- 1994 - Juvénal Habyarimana (57), Rwandees president
- 1997 - Bernard Chevallier (84), Frans ruiter
- 1997 - Nico Cramer (75), Nederlands historicus
- 1997 - Marinus Flipse (88), Nederlands pianist
- 1997 - Theo Gijsen (82), Nederlands burgemeester
- 1997 - Pierre-Henri Teitgen (88), Frans politicus
- 1998 - Ed Ablowich (84), Amerikaans atleet
- 1998 - Rudy Dhaenens (36), Belgisch wielrenner
- 1998 - Tammy Wynette (55), Amerikaans countryzangeres
- 1999 - Red Norvo (91), Amerikaans jazzmuzikant
- 2000 - Habib Bourguiba (96), Tunesisch politicus
- 2001 - Tenzin Chödrag (78), Tibetaans geneesheer en schrijver
- 2001 - Philippe Dallons (48), Belgisch politicus
- 2001 - Charles Pettigrew (37), lid van het zangduo Charles & Eddie
- 2001 - Tjeu Schutgens (72), Nederlands burgemeester
- 2003 - Anita Borg (54), Amerikaans computerwetenschapper
- 2005 - Gerard Peters (84), Nederlands wielrenner
- 2005 - Prins Reinier III van Monaco (81), Monegaskisch staatshoofd
- 2007 - Luigi Comencini (90), Italiaans regisseur
- 2007 - Jeff Uren (81), Brits auto- en rallycoureur
- 2008 - Jeu Sprengers (69), Nederlands sportbestuurder
- 2008 - Gerrard Verhage (60), Nederlands regisseur
- 2009 - J.M.S. Careless (90), Canadees historicus
- 2009 - Andrzej Stelmachowski (83), Pools politicus
- 2010 - Carla van der Vorst (62), Nederlands modeontwerper
- 2012 - Larry Canning (86), Brits voetballer
- 2012 - Fang Lizhi (76), Chinees natuurkundige en dissident
- 2012 - Hilde Sacré (73), Belgisch actrice
- 2013 - Bigas Luna (67), Spaans regisseur
- 2013 - Miguel Poblet (85), Spaans wielrenner
- 2013 - Adriaan van Veldhuizen (81), Nederlands politicus
- 2013 - Celso Yegros (77), Paraguayaans bisschop
- 2014 - Mary Anderson (96), Amerikaans actrice
- 2014 - Mickey Rooney (93), Amerikaans acteur
- 2015 - James Best (88), Amerikaans acteur
- 2015 - Anna De Guchtenaere (110), Belgisch oudste persoon
- 2015 - Milton Delugg (96), Amerikaans jazzaccordeonist, componist, arrangeur en bandleider
- 2015 - Dave Ulliott (61), Brits professioneel pokerspeler
- 2015 - Gertrude Weaver (116), Amerikaans oudste persoon ter wereld
- 2016 - Dennis Davis (66), Amerikaans drummer
- 2016 - Merle Haggard (79), Amerikaans countryzanger en songwriter
- 2017 - Clarence Breeveld (68), Surinaams zanger en muzikant
- 2017 - Don Rickles (90), Amerikaans komiek
- 2018 - Daniel Akaka (93), Amerikaans politicus
- 2018 - Frans de Jong (95), Nederlands politicus
- 2019 - Jean Namotte (84), Belgisch politicus
- 2019 - David Thouless (84), Brits natuurkundige
- 2020 - Radomir Antić (71), Joegoslavisch voetballer en voetbalcoach
- 2020 - Josep Maria Benet i Jornet (79), Spaans dramaturg en regisseur
- 2020 - James Drury (85), Amerikaans acteur
- 2020 - Onaje Allan Gumbs (70), Amerikaans jazztoetsenist en arrangeur
- 2020 - Hendrik Jan Korterink (64), Nederlands misdaadjournalist
- 2020 - Jean Little (88), Canadees kinderboekenschrijfster
- 2020 - Fred Singer (95), Amerikaans natuurkundige en klimaatscepticus
- 2021 - Chuck Darling (91), Amerikaans basketballer
- 2021 - Hans Küng (93), Zwitsers theoloog
- 2021 - Pieter Muysken (70), Nederlands taalkundige en hoogleraar
- 2021 - Sonny Simmons (87), Amerikaans jazzmuzikant
- 2022 - Reinhilde Decleir (73), Belgisch actrice
- 2022 - John van de Rest (82), Nederlands programmamaker
- 2022 - Annie Servais-Thysen (88), Belgisch politica
- 2022 - Gerd Zimmermann (72), Duits voetballer
- 2022 - Vladimir Zjirinovski (75), Russisch politicus
- 2023 - Harrison Bankhead (68), Amerikaans jazzmuzikant
- 2023 - Paul Cattermole (46), Brits zanger
- 2023 - Jan Nordström (78), Zweeds voetballer
- 2024 - Dinh Q. Lê (56), Vietnamees-Amerikaans kunstfotograaf
- 2024 - Philip Wagner (61), Nederlands econoom, hoogleraar en ondernemer
- 2025 - Jorge Bolaño (47), Colombiaans voetballer
- 2025 - Peter McEvoy (72), Brits golfer
- 2025 - Jay North (73), Amerikaans acteur
- 2025 - Phongsi Woranut (85), Thais zangeres

## Viering/herdenking
- In het Romeinse Rijk viert men de Megalensia ter ere van Cybele. Het feest duurt van 4 april tot 10 april
- Pasen in 1586, 1597, 1608, 1670, 1681, 1692, 1738, 1749, 1760, 1806, 1817, 1828, 1890, 1947, 1958, 1969, 1980, 2042, 2053.
- Chakridag in Thailand (1782: Rama I tot koning gekroond)
- Rooms-Katholieke kalender:
  - Heilige Wineboud († 621)
  - Heilige Marcellin († 413)
  - Heilige Eutychius van Constantinopel († 582)
  - Heilige Sixtus I († 125)
  - Heilige Petrus Martyr († 1252)
  - Heilige Brychan (van Brecknock) († c. 500)
  - Heilige Prudentius van Troyes († 861)
  - Heilige Wilhelm van Eskill († 1203)
  - Zalige Notker († 912)
  - Zalige Pierina Morosini († 1957)
  - Zalige Michele Rua († 1910)

## Weerextremen

### Nederland
| | Officiële records | Officiële records | Officiële records |      | Landelijke records | Landelijke records | Landelijke records                                               |
| Gebeurtenis | Jaar              | Extreem           | Locatie           | Jaar | Extreem            | Locatie            |                                                                  |
| --- | ----------------- | ----------------- | ----------------- | ---- | ------------------ | ------------------ | ---------------------------------------------------------------- |
| Laagste etmaalgemiddelde temperatuur (°C) | 1911              | −0,1              | De Bilt           |      | 1911               | −1,2               | Maastricht                                                       |
| Hoogste etmaalgemiddelde temperatuur (°C) | 2024              | 18,0              | De Bilt           |      | 2024               | 19,0               | Maastricht                                                       |
| Laagste minimumtemperatuur (°C) | 1911              | −4,7              | De Bilt           |      | 1929               | −5,6               | Maastricht                                                       |
| Hoogste minimumtemperatuur (°C) | 1949              | 11,8              | De Bilt           |      | 2024               | 13,6               | Westdorpe                                                        |
| Laagste maximumtemperatuur (°C) | 1911              | 4,9               | De Bilt           |      | 1911 1970          | 1,7                | De Kooy Eelde                                                    |
| Hoogste maximumtemperatuur (°C) | 2024              | 24,1              | De Bilt           |      | 2024               | 25,7               | Arcen                                                            |
| Hoogste uurgemiddelde windsnelheid (m/s) | 1904              | 17,5              | De Bilt           |      | 1914               | 23,1               | Vlissingen                                                       |
| Hoogste windstoot (m/s) | 1959              | 23,7              | De Bilt           |      | 1983               | 29,3               | Maastricht                                                       |
| Langste zonneschijnduur (uur) | 2002              | 12,4              | De Bilt           |      | 2002               | 12,5               | De Kooy, Hoogeveen, Hupsel, Nieuw Beerta, Twenthe, Valkenburg ZH |
| Langste neerslagduur (uur) | 1970              | 19,4              | De Bilt           |      | 1989               | 23,0               | Leeuwarden                                                       |
| Hoogste etmaalsom van de neerslag (mm) | 1970              | 20,1              | De Bilt           |      | 1985               | 21,3               | Gilze-Rijen                                                      |
| Laagste etmaalgemiddelde relatieve vochtigheid (%) | 1909              | 34                | De Bilt           |      | 1909               | 34                 | De Bilt                                                          |
| Laagste uurwaarde luchtdruk op zeeniveau (hPa) | 1983              | 980,9             | De Bilt           |      | 1983               | 980,9              | De Bilt                                                          |
| Hoogste uurwaarde luchtdruk op zeeniveau (hPa) | 2015              | 1035,8            | De Bilt           |      | 2015               | 1036,2             | Maastricht                                                       |
| Officiële records worden altijd gemeten op het KNMI-weerstation in De Bilt. Landelijke records kunnen worden gemeten op elk officieel KNMI-weerstation in Nederland. |                   |                   |                   |      |                    |                    |                                                                  |

Uitzonderlijke gebeurtenissen
- 1937 - Eerste officiële zachte dag van het jaar (maximumtemperatuur ≥ 15 °C in De Bilt)
- 1960 - Eerste officiële warme dag van het jaar (maximumtemperatuur ≥ 20 °C in De Bilt)
- 1969 - Eerste officiële zachte dag van het jaar (maximumtemperatuur ≥ 15 °C in De Bilt)
- 1970 - Officieel maandrecord langste neerslagduur in uren van april gemeten in De Bilt: 19,4
- 1987 - Eerste officiële zachte dag van het jaar (maximumtemperatuur ≥ 15 °C in De Bilt)
- 1988 - Eerste landelijke zachte dag van het jaar gemeten in Maastricht (maximumtemperatuur ≥ 15 °C op een officieel weerstation)
- 1996 - Eerste landelijke zachte dag van het jaar gemeten in Arcen en Eindhoven (maximumtemperatuur ≥ 15 °C op een officieel weerstation)
- 2020 - Eerste officiële warme dag van het jaar (maximumtemperatuur ≥ 20 °C in De Bilt)
- 2023 - Officieel laagste maximumtemperatuur in °C van april dit jaar gemeten in De Bilt: 8,8
- 2024 - Officieel hoogste etmaalgemiddelde temperatuur in °C van april dit jaar gemeten in De Bilt: 18,0 (voorlopig)
- 2024 - Landelijk hoogste etmaalgemiddelde temperatuur in °C van april dit jaar gemeten in Maastricht: 19,0 (voorlopig)
- 2024 - Officieel hoogste maximumtemperatuur in °C van april dit jaar gemeten in De Bilt: 24,1 (voorlopig)
- 2024 - Landelijk hoogste maximumtemperatuur in °C van april dit jaar gemeten in Arcen: 25,7 (voorlopig)
- 2024 - Landelijk laagste etmaalgemiddelde relatieve vochtigheid in % van april dit jaar gemeten in Maastricht: 56 (voorlopig)
- 2024 - Eerste officiële warme dag van het jaar (maximumtemperatuur ≥ 20 °C in De Bilt)
- 2024 - Eerste landelijke warme dag van het jaar gemeten in Arcen (maximumtemperatuur ≥ 20 °C op een officieel weerstation)
- 2024 - Eerste landelijke zomerse dag van het jaar gemeten in Arcen (maximumtemperatuur ≥ 25 °C op een officieel weerstation)

### België
Dagrecords
- 1911 - Laagste etmaalgemiddelde temperatuur −0,1 °C
- 1960 - Hoogste etmaalgemiddelde temperatuur 16,2 °C
- 1911 - Laagste minimumtemperatuur −4,8 °C
- 1894 - Hoogste maximumtemperatuur 22 °C
- 1947 - Hoogste etmaalsom van de neerslag 19,6 mm

Uitzonderlijke gebeurtenissen
- 1911 - Minimumtemperatuur −4,8 °C in Ukkel.
- 1943 - Storm met rukwinden tot 126 km/h over het hele land.
- 1947 - Meer dan 50 mm neerslag in de Ardennen.
- 1983 - Onweders veroorzaken schade in Henegouwen en in het centrum van het land. Windstoten tot 120 km/h in Gosselies.

<< · 1 · 2 · 3 · 4 · 5 · 6 · 7 · 8 · 9 · 10 · 11 · 12 · 13 · 14 · 15 · 16 · 17 · 18 · 19 · 20 · 21 · 22 · 23 · 24 · 25 · 26 · 27 · 28 · 29 · 30 · >>